# Тілесне ушкодження
Тіле́сне ушко́дження — порушення анатомічної цілісності тканин, органів людини та їх функцій, що виникає внаслідок дії зовнішніх ушкоджувальних факторів. Нанесення тілесних ушкоджень навмисно чи з необережності іншій особі кваліфікується як злочин і є кримінально караним відповідно до Кримінального кодексу України.

## Класифікація
Тілесні ушкодження поділяються на тяжкі, середньої тяжкості та легкі.
- Тяжке — ушкодження, небезпечне для життя в момент заподіяння, чи таке, що спричинило втрату будь-якого органу або його функцій, психічну хворобу або інший розлад здоров'я, поєднаний зі стійкою втратою працездатності не менш як на одну третину, або переривання вагітності чи непоправне знівечення обличчя.
- Середнє — ушкодження, яке не є небезпечним для життя, не містить в собі ознак тяжкого тілесного ушкодження, але таке, що спричинило тривалий розлад здоров'я або значну стійку втрату працездатності менш як на одну третину.
- Легке — тілесне ушкодження, що спричинило короткочасний розлад здоров'я або незначну втрату працездатності.